# Angus Deaton
Angus Stewart Deaton (Edimburgo, Escócia, 19 de outubro de 1945) é um microeconomista escocês naturalizado americano. Em 2015 foi distinguido com o Prémio de Ciências Económicas em Memória de Alfred Nobel pela sua "análise do consumo, pobreza e bem-estar".
Educado na faculdade de Fettes em Edimburgo, Deaton obteve o seu BA, MA e Ph.D. na Universidade de Cambridge em 1975 com a tese titulada "Modelos de procura dos consumidores e sua aplicação no Reino Unido", onde foi bolsista no Fitzwilliam College e trabalhou com Richard Stone e Terry Barker no Departamento de Economia Aplicada.
Deaton foi professor de Econometria na Universidade de Bristol antes de se mudar em 1983 para a Universidade de Princeton, onde a sua nomeação foi sugerida por John P. Lewis, ex-decano da WWS. Presentemente trabalha como professor na cátedra «Dwight D. Eisenhower» de Relações Internacionais e é professor de Economia e Assuntos Internacionais na Escola Woodrow Wilson e no Departamento de Economia de Princeton.
Deaton formulou o Paradoxo de Deaton baseado na observação do excesso de suavidade do consumo face a choques de rendimento permanente não previstos. Adicionalmente à análise de comportamento doméstico ao nível microeconómico, as áreas de investigação de Deaton incluem a medição da pobreza global, a economia da saúde e o desenvolvimento económico.

## Obras
- Economics and Consumer Behavior, New York: Cambridge University Press. (450 pp.) (with J. Muellbauer).
- Understanding Consumption, Oxford. Clarendon Press, 242 pp. (The 1991 Clarendon Lectures in Economics.) Spanish translation, El Consumo, Madrid, 1995. Chinese translation, 2003.
- The Analysis of Household Surveys: A Microeconometric Approach to Development Policy, Baltimore, Johns Hopkins University Press for the World Bank, 1997. (479 pp.)
- "The Great Indian Poverty Debate" edited by Angus Deaton and Valerie Kozel, New Delhi: Macmillan India Ltd., 2005.
- The Great Escape: Health, Wealth, and the Origins of Inequality, Princeton: Princeton University Press, 2013.